# Ковентрі (Вермонт)
Ковентрі (англ. Coventry) — місто (англ. town) в США, в окрузі Орлінс штату Вермонт. Населення — 1100 осіб (2020).

## Демографія
Згідно з переписом 2010 року, у місті мешкало 1086 осіб у 431 домогосподарстві у складі 316 родин. Було 477 помешкань
Расовий склад населення:
| - 96,3 % — білих - 0,9 % — корінних американців - 0,2 % — чорних або афроамериканців |

До двох чи більше рас належало 1,7 %. Частка іспаномовних становила 1,3 % від усіх жителів.
За віковим діапазоном населення розподілялося таким чином: 21,5 % — особи молодші 18 років, 64,8 % — особи у віці 18—64 років, 13,7 % — особи у віці 65 років та старші. Медіана віку мешканця становила 42,9 року. На 100 осіб жіночої статі у місті припадало 108,0 чоловіків;  на 100 жінок у віці від 18 років та старших — 104,1 чоловіків також старших 18 років.
Середній дохід на одне домашнє господарство  становив 57 699 доларів США (медіана — 45 625), а середній дохід на одну сім'ю — 56 434 долари (медіана — 51 458). Медіана доходів становила 42 321 долар для чоловіків та 36 875 доларів для жінок. За межею бідності перебувало 16,6 % осіб, у тому числі 23,7 % дітей у віці до 18 років та 4,7 % осіб у віці 65 років та старших.
Цивільне працевлаштоване населення становило 526 осіб. Основні галузі зайнятості: освіта, охорона здоров'я та соціальна допомога — 18,1 %, публічна адміністрація — 12,4 %, виробництво — 11,8 %.